# 김 루치아 (1769년)
김 루치아(金路濟亞, 1769년 ~ 1839년 9월)는 조선의 천주교 박해인 기해박해 때에 순교한 한국 천주교의 103위 성인 중에 한 사람이다. 세례명은 루치아(Lucia)이다.

## 하느님의 자비
순교자 정신에 대한 일반적 정서는 신념과 용기이다. 김 루치아와 같은 여성에게서 그러한 정서가 발견된 것은 놀라운 일이다. 비장애인과 장애인 모두를 차별없이 대해주시는 하느님의 자비하심과 그녀의 깊은 신앙 그리고 겸손함이 모두 혼합되어 그 평범한 지체장애인 여성을 영웅적 순교자로 만들었다.

## 생애

### 장애인 여성
김 루치아는 일반적으로 비신자들 사이에서는 "곱추 할멈"으로 천주교 교우들에게는 "곱추 루치아"로 불렸다. 그녀는 어릴 때부터 천주교 신자였던 듯 하다. 그녀는 한 비신자 남성과 결혼했지만, 그녀의 남편이 그녀가 다른 천주교인들과 어울리지 못하게 하고, 신앙생활도 못하게 하자, 그녀는 집을 떠나 교우들의 집에 얹혀 살았다. 교우들은 자매인 그녀를 반갑게 맞았으며, 그녀는 친절에 대한 보답으로 가사 일을 하며 아이들과 병자들을 돌보며 그들에게 도움을 주었다.

### 열렬한 신앙
김 루치아는 배우지 못한 여자였음에도 불구하고, 하느님에 대한 사랑과 구원에 대한 열의로 많은 사람들을 개종시키는데 일조했다. 한때 김 루시아는 어느 양반과 지옥 대해서 이야기했다. 그가 말했다. "너는 지옥이 매우 좁은 곳이라고 한다. 그러면 어떻게 많은 사람이 들어갈 수 있겠느냐?" 김루치아가 대답했다. "당신은 결코 만 권의 책을 담을 수 있는 그 작은 마음이 너무 작다거나 좁다고 생각한 적이 없었을 것입니다." 그 양반은 배우지 못한 여자가 능변이라며 루치아의 지혜에 감탄했다.

### 박해
1839년 기해년의 박해가 일어나서, 그녀는 체포되었다. 감옥에서 그녀는 71세의 노쇠한 여성이었음에도 불구하고, 다른 아픈 수감자들을 돌봤으며 그들에게 그녀가 가진 얼마 없는 돈까지도 주었다.

#### 굳은 신념
그녀는 고령이라 처음에 형벌은 면제 되었지만, 배교를 위한 온갖 교활한 심문은 견뎌야 했다. 하지만, 그녀는 한결같이 배교를 거부하였다. 포장이 다른 천주교인들이 있는 곳을 누설하기를 강요했을 때, 그녀는 천주를 위해서 죽겠다고 말했다. 늙고 여윈 김 루치아는 태형 30대를 맞았는데, 사람들은 그 소리를 듣고는 마치 뼈를 때리는 소리처럼 들린다고 말했다. 그녀가 옥방으로 돌아왔을 때, 그녀는 다시는 일어설 수 없을 정도로 병들고 쇠약해져 있었다.

#### 순교
그 태형이 있은지 약 사흘 후 1839년 8월 말 경에서 9월 초 쯤에, 김 루치아는 포도청의 여성 감옥에서 몇몇 교우들이 지켜보는 가운데 예수와 마리아의 이름을 부르며 숨을 거두었다. 그렇게 그녀가 자신의 신앙을 지키려다 목숨을 잃었을 때의 나이 71세였다.

## 시복 · 시성
곱추 김 루치아는 1925년 7월 5일에 성 베드로 광장에서 교황 비오 11세가 집전한 79위 시복식을 통해 복자 품에 올랐고, 1984년 5월 6일에 서울특별시 여의도에서 한국 천주교 창립 200주년을 기념하여 방한한 교황 요한 바오로 2세가 집전한 미사 중에 이뤄진 103위 시성식을 통해 성인 품에 올랐다.

## 참고 문헌
- 가톨릭 사전: 김루시아
- Catholic Bishop's Conference Of Korea. 103 Martryr Saints: 김 루치아 Lucia Kim (Kopch’u) 보관됨 2014-11-29 - 웨이백 머신